# Robert Furchgott
Robert Francis Furchgott, né le 4 juin 1916 à Charleston en Caroline du Sud et mort le 19 mai 2009 à Seattle dans l'État de Washington, est un biochimiste et pharmacologue américain, corécipiendaire du prix Nobel de physiologie ou médecine en 1998.

## Biographie
Robert Furchgott obtient un diplôme en chimie en 1937 de l'université de Caroline du Nord à Chapel Hill. Il reçoit son doctorat de biochimie de l'université Northwestern en 1940. Il est membre du corps enseignant de la Washington University School of Medicine de 1949 à 1956. De 1956 à 1988, il est professeur de pharmacologie à l'université d'État de New York Downstate Medical Center.
En 1978, Robert Furchgott découvre une substance dans les cellules endothéliales qui détend les vaisseaux sanguins, l'appelant facteur de relâchement dérivé de l'endothélium (Endothelium-derived relaxing factor, EDRF). En 1986, il travaille sur le EDRF, plus précisément sur la nature et le mécanisme d'action, et détermine qu'EDRF est en fait l'oxyde nitrique (NO), un composé important dans de nombreux aspects de la physiologie cardiovasculaire. Cette recherche a été importante dans la mise au point pharmacologique du Viagra[réf. nécessaire].
De 1989 à 2004, Robert Furchgott est professeur de pharmacologie à la faculté de médecine de l'université de Miami[réf. nécessaire].
Robert Furchgott reçoit le prix Gairdner pour ses travaux (1991) et le prix Albert-Lasker pour la recherche médicale fondamentale avec Ferid Murad (1996). En 1998, il reçoit avec Ferid Murad et Louis J. Ignarro le prix Nobel de physiologie ou médecine.
En 2006, il continue à enseigner en tant que professeur émérite à l'université d'État de New York Downstate Medical Center. En 2008, il déménage à Seattle dans le quartier de Ravenne[réf. nécessaire].

## Prix et distinctions
- 1991 : Prix Gairdner
- 1996 : Prix Albert-Lasker pour la recherche médicale fondamentale (avec Ferid Murad)
- 1998 : Prix Nobel de physiologie ou médecine